# Paula Findlay
Paula Findlay (* 26. Mai 1989 in Edmonton) ist eine kanadische Triathletin.

## Werdegang
Paula Findlay begann bereits im Alter von fünf Jahren mit dem Schwimmsport.
2006 nahm sie bei der Triathlon-Weltmeisterschaft der Junioren in Lausanne teil und wurde Dreizehnte.
2010 feierte sie mit ihren beiden Siegen bei der Weltmeisterschafts-Serie im Juli in London und August in Kitzbühel auf der olympischen Distanz (1,5 km Schwimmen, 40 km Radfahren und 10 km Laufen) ihre bisher größten Erfolge. In der Jahreswertung der Rennserie der ITU erreichte sie den fünften Rang.
2011 konnte sie die ersten drei Rennen in Sydney, Madrid und Kitzbühel für sich entscheiden und die ITU-Rennserie 2011 auf der olympischen Distanz beendete sie schließlich in der Jahreswertung auf dem sechsten Rang.

### Olympische Sommerspiele 2012
2012 konnte sie sich zusammen mit Kathy Tremblay, Simon Whitfield und Kyle Jones für einen Startplatz bei den Olympischen Spielen in London platzieren, wo sie als 22-Jährige im August den 52. Rang belegte.
Im Oktober 2017 startete sie in Austin (Texas) erstmals auf der Mitteldistanz (Ironman 70.3: 1,9 km Schwimmen, 90 km Radfahren und 21,1 km Laufen). Im Mai 2018 gewann sie bei ihrem zweiten Start auf der Mitteldistanz den Ironman 70.3 St. George und damit die US-Championships.
Im Dezember 2019 gewann sie mit dem Ironman 70.3 Indian Wells-La Quinta ihr zweites Ironman 70.3-Rennen. Im selben Monat nur eine Woche später sorgte sie bei der Challenge Daytona mit Lionel Sanders bei den Männern für einen kanadischen Doppelerfolg.

### PTO-Weltmeisterin 2020
Im Dezember 2020 gewann sie in Florida die PTO Professional Triathletes Organisation World Championships und sicherte sich das Preisgeld von 100.000 US-Dollar. Paula Findlay startet im August 2021 für das im Collins Cup der Professional Triathletes Organisation zusammengestellte Team International – zusammen mit Teresa Adam, Jeanni Metzler, Carrie Lester, Sarah Crowley, Ellie Salthouse, Lionel Sanders, Braden Currie, Sam Appleton, Max Neumann, Kyle Smith und Jackson Laundry. Im Dezember 2022 gewann sie zum zweiten Mal nach 2019 den Ironman 70.3 Indian Wells-La Quinta und damit ihr viertes Ironman-70.3-Rennen. 
Im Mai 2025 gewann die 35-Jährige zum dritten Mal den Ironman 70.3 St. George sie holte sich mit Lionel Sanders, dem Sieger bei den Männern, einen kanadischen Doppelerfolg und damit ihren elften Erfolg in einem Ironman-70.3-Rennen.
Paula Findlay wird betreut von Pat Kelly. Sie studiert in Alberta und lebt in Edmonton.

### Radsport
2022 und 2023 wurde Findlay kanadische Meisterin im Einzelzeitfahren.

## Sportliche Erfolge
| Datum/Jahr    | Rang | Wettbewerb                                    | Austragungsort | Zeit     | Bemerkung |
| ------------- | ---- | --------------------------------------------- | -------------- | -------- | --- |
| 14. Dez. 2019 | 1    | Challenge Daytona                             | Daytona Beach  | 02:38:47 | |
| 10. Sep. 2017 | 1    | Beijing International Triathlon               | Peking         | 02:11:33 | [ 8 ] |
| 14. März 2015 | 11   | ITU Triathlon World Cup                       | Mooloolaba     | 01:02:42 | |
| 2. Nov. 2014  | 2    | Noosa Triathlon                               | Noosa          | 01:59:58 | |
| 12. Okt. 2014 | 2    | ITU Triathlon World Cup                       | Cartagena      | 01:55:30 | Zweite hinter der Schweizerin Nicola Spirig                                                                                  |
| 30. Aug. 2014 | 15   | ITU World Championship Series 2014            | Edmonton       | 02:02:10 | Grand Final – Triathlon-Weltmeisterschaft auf der olympischen Distanz                                                        |
| 16. März 2013 | 1    | ITU Triathlon Pan American Cup                | Sarasota       | 01:57:51 | Siegerin vor Carolina Routier und Vendula Frintová                                                                           |
| 4. Aug. 2012  | 52   | Olympische Sommerspiele 2012                  | London         | 02:12:09 | [ 9 ] |
| 10. Sep. 2011 | DNF  | ITU Triathlon World Championship Series 2011  | Peking         | –        | |
| 21. Aug. 2011 | 2    | ITU Triathlon Pan American Cup                | Kelowna        | 02:05:35 | |
| 7. Aug. 2011  | 29   | ITU Triathlon World Championship Series 2011  | London         | 02:02:34 | |
| 19. Juni 2011 | 1    | ITU Triathlon World Championship Series 2011  | Kitzbühel      | 02:05:52 | Paula Findlay konnte ihren Sieg aus dem Vorjahr verteidigen und holte sich den dritten Sieg im dritten Rennen der Saison.    |
| 5. Juni 2011  | 1    | ITU Triathlon World Championship Series 2011  | Madrid         | 02:03:46 | |
| 9. Apr. 2011  | 1    | ITU Triathlon World Championship Series 2011  | Sydney         | 02:01:21 | Auftaktveranstaltung der neuen Saison                                                                                        |
| 27. März 2011 | 4    | ITU Triathlon World Cup                       | Mooloolaba     | 02:04:07 | |
| 12. Sep. 2010 | 5    | ITU Triathlon World Championship Series 2010  | Budapest       | 01:51:30 | Mit dem fünften Rang im siebten und letzten Rennen der Saison belegte Paula Findlay in der WM-Wertung 2010 den fünften Rang. |
| 15. Aug. 2010 | 1    | ITU Triathlon World Championship Series 2010  | Kitzbühel      | 02:03:03 | Sieg beim 6. Rennen der Serie                                                                                                |
| 24. Juli 2010 | 1    | ITU Triathlon World Championship Series 2010  | London         | 01:51:48 | 5. Rennen der Serie |
| 18. Apr. 2010 | 1    | ITU Triathlon World Cup                       | Monterrey      | 01:56:40 | Siegerin vor Ai Ueda |
| 12. Sep. 2009 | 3    | ITU Triathlon World Championship U23          | Gold Coast     | 01:57:15 | Findlay wurde in Australien Dritte beim „Grand Final“ in der Kategorie U23.                                                  |
| 25. Juli 2009 | 15   | ITU World Championship Series 2009            | Hamburg        | 01:58:52 | |
| 11. Juli 2009 | 16   | ITU World Championship Series 2009            | Kitzbühel      | 01:56:41 | 1,5 km Schwimmen, 40 km Radfahren und 10 km Laufen                                                                           |
| 2. Sep. 2006  | 13   | ITU Triathlon World Championship Junior Women | Lausanne       | 01:07:37 | Junioren |

| Datum/Jahr    | Rang | Wettbewerb                                                    | Austragungsort | Zeit     | Bemerkung                                                            |
| ------------- | ---- | ------------------------------------------------------------- | -------------- | -------- | -------------------------------------------------------------------- |
| 10. Mai 2025  | 1    | Ironman 70.3 St. George                                       | St. George     | 04:11:06 | US-Championships                                                     |
| 5. Apr. 2025  | 1    | Ironman 70.3 California                                       | Oceanside      | 04:16:50 | zweiter Sieg in Kalifornien                                          |
| 14. Dez. 2024 | 6    | Ironman 70.3 World Championships                              | Taupō          | 04:07:12 | Ironman 70.3 World Championships 2024                                |
| 19. Okt. 2024 | 6    | T100 Lake Las Vegas                                           | Lake Las Vegas | 03:48:52 | hinter Taylor Knibb                                                  |
| 28. Sep. 2024 | 5    | T100 Ibiza                                                    | Ibiza          | 03:37:12 |                                                                      |
| 23. Juni 2024 | 1    | Ironman 70.3 Mont-Tremblant                                   | Mont-Tremblant | 04:01:00 | verkürzte Schwimmdistanz                                             |
| 4. Mai 2024   | 1    | Ironman 70.3 St. George                                       | St. George     | 04:09:27 | US-Championships                                                     |
| 6. Apr. 2024  | 3    | Ironman 70.3 California                                       | Oceanside      | 04:21:48 |                                                                      |
| 9. März 2024  | 4    | T100 Miami                                                    | Miami          | 03:31:39 | 2 km Schwimmen, 80 km Radfahren und 18 km Laufen                     |
| 5. Nov. 2023  | 1    | Ironman 70.3 Los Cabos                                        | Los Cabos      | 04:09:50 |                                                                      |
| 24. Sep. 2023 | 1    | Ironman 70.3 Augusta                                          | Augusta        | 04:05:32 |                                                                      |
| 21. Mai 2023  | 1    | Ironman 70.3 Chattanooga                                      | Chattanooga    | 04:09:44 |                                                                      |
| 4. Dez. 2022  | 1    | Ironman 70.3 Indian Wells-La Quinta                           | Indian Wells   | 04:06:10 |                                                                      |
| 24. Juli 2022 | 2    | PTO Canadian Open                                             | Edmonton       | 03:33:16 | hinter der Australierin Ashleigh Gentle                              |
| 22. Mai 2022  | 2    | Ironman 70.3 Chattanooga                                      | Chattanooga    |          |                                                                      |
| 30. Okt. 2021 | 1    | Ironman 70.3 California                                       | Oceanside      | 04:14:05 |                                                                      |
| 12. März 2021 | 7    | Challenge Miami                                               | Miami          | 03:06:56 |                                                                      |
| 6. Dez. 2020  | 1    | PTO Professional Triathletes Organisation World Championships | Daytona Beach  | 03:24:55 | PTO-Weltmeisterin (2 km Schwimmen, 80 km Radfahren und 18 km Laufen) |
| 8. Dez. 2019  | 1    | Ironman 70.3 Indian Wells-La Quinta                           | Indian Wells   | 04:07:37 |                                                                      |
| 4. Mai 2019   | 2    | Ironman 70.3 St. George                                       | St. George     | 04:14:03 | North American Championships                                         |
| 6. Apr. 2019  | 4    | Ironman 70.3 California                                       | Oceanside      | 04:17:27 |                                                                      |
| 5. Mai 2018   | 1    | Ironman 70.3 St. George                                       | St. George     | 04:15:53 | US-Championships                                                     |
| 29. Okt. 2017 | 2    | Ironman 70.3 Austin                                           | Austin         | 04:23:02 |                                                                      |

(DNF – Did Not Finish; DSQ – Disqualifiziert)